# Odontosoria intermedia
Odontosoria intermedia är en ormbunkeart som först beskrevs av S.J.Lin, M.Kato och K.Iwats., och fick sitt nu gällande namn av Nakaike. Odontosoria intermedia ingår i släktet Odontosoria och familjen Lindsaeaceae. Inga underarter finns listade.